# Église Saint-Boniface de Berlin-Kreuzberg
L'église Saint-Boniface (Sankt-Bonifatiuskirche) est une église catholique, de style néogothique, située à Berlin dans le quartier de Kreuzberg. Elle est inscrite à la liste du patrimoine protégé de Berlin. Elle dépend de l'archidiocèse de Berlin.

## Historique
La population catholique du quartier de Kreuzberg augmente rapidement, comme les autres catégories de population, dans le dernier quart du XIXe siècle, de nouveaux arrivants s'installant dans la capitale de l'Empire allemand. Il y avait dans les années 1890 à Berlin huit églises catholiques importantes. C'est en 1894 qu'est fondée la nouvelle paroisse Saint-Boniface sous le patronage de l'« apôtre des Germains », saint Boniface de Mayence, comprenant environ treize mille fidèles. Elle se réunit dans une église provisoire. Le curé Schlenke met sur pied en 1901 une association pour réunir des fonds, afin de construire une nouvelle église. Un terrain est acheté à la Yorckstraße. La première pierre est bénite le 5 juin 1906, jour de la Saint-Boniface. L'église est consacrée un an plus tard.
La décoration intérieure est entreprise les années suivantes, avec une interruption pendant la Grande Guerre. Les vitraux richement décorés sont prêts en 1927. August Froehlich y sert comme vicaire de 1924 à 1928. L'église échappe miraculeusement à la destruction totale pendant les bombardements de Berlin de la fin de la Seconde Guerre mondiale, mais elle est tout de même incendiée. Elle rouvre en 1946 grâce à des protections provisoires. La fin de la restauration de l'édifice a lieu vingt ans plus tard, en 1966. La fresque abstraite, de Fred Thieler, derrière l'autel date de 1969.
La paroisse a été récemment restructurée avec l'absorption de celle de Sainte-Agnès (dont l'église moderne construite en 1967 sert désormais de galerie d'art) et sa fusion avec celle de la basilique Saint-Jean de Berlin.

## Architecture

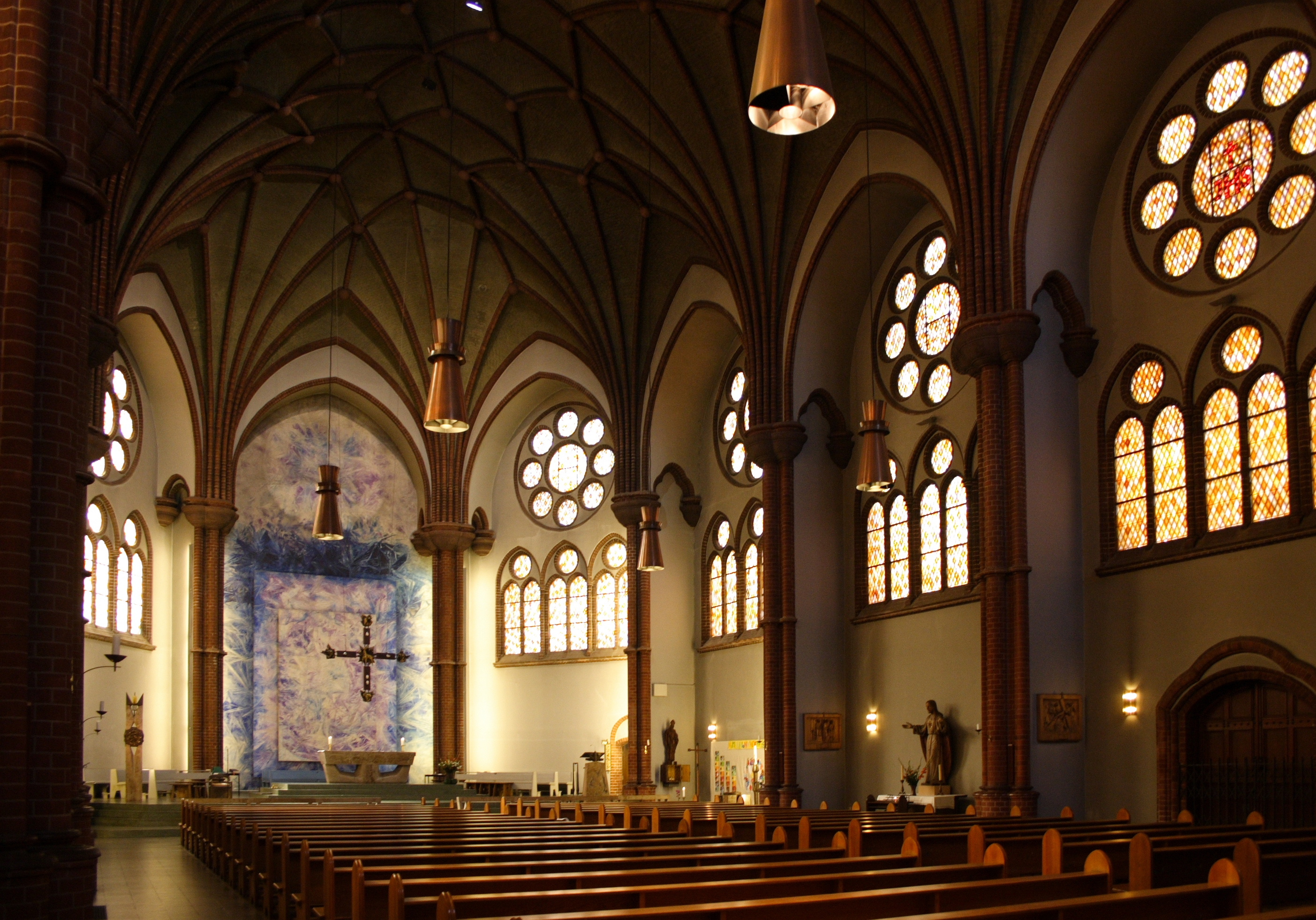
Intérieur de l'église en 2008

L'église Saint-Boniface est un exemple d'architecture historiciste néogothique avec des formes modernes du début du XXe siècle, selon les plans de Max Hasak (de) (1856-1934). Sa silhouette avec ses hauts clochers jumeaux est visible de loin et ses pignons rappellent le style gothique fait de briques de l'espace baltique (Norddeutsche Backsteingotik). Son plan est celui d'une église-halle sans travées, mais dont les murs sont soutenus par des piliers à lancettes et rythmés par des rosettes et des fenêtres géminées. Le plafond se termine par des croisées en forme d'étoile. Le sanctuaire de l'autel se termine aux trois huitièmes.
Toute l'ornementation intérieure est détruite à la fin de la Seconde Guerre mondiale et il ne reste plus rien des vitraux. Paul Brandenburg est l'un des principaux artistes rénovateurs de l'église dans les années 1950-1960, dont on remarque l'autel moderne et le grand crucifix en forme de croix grecque.

## Bibliographie

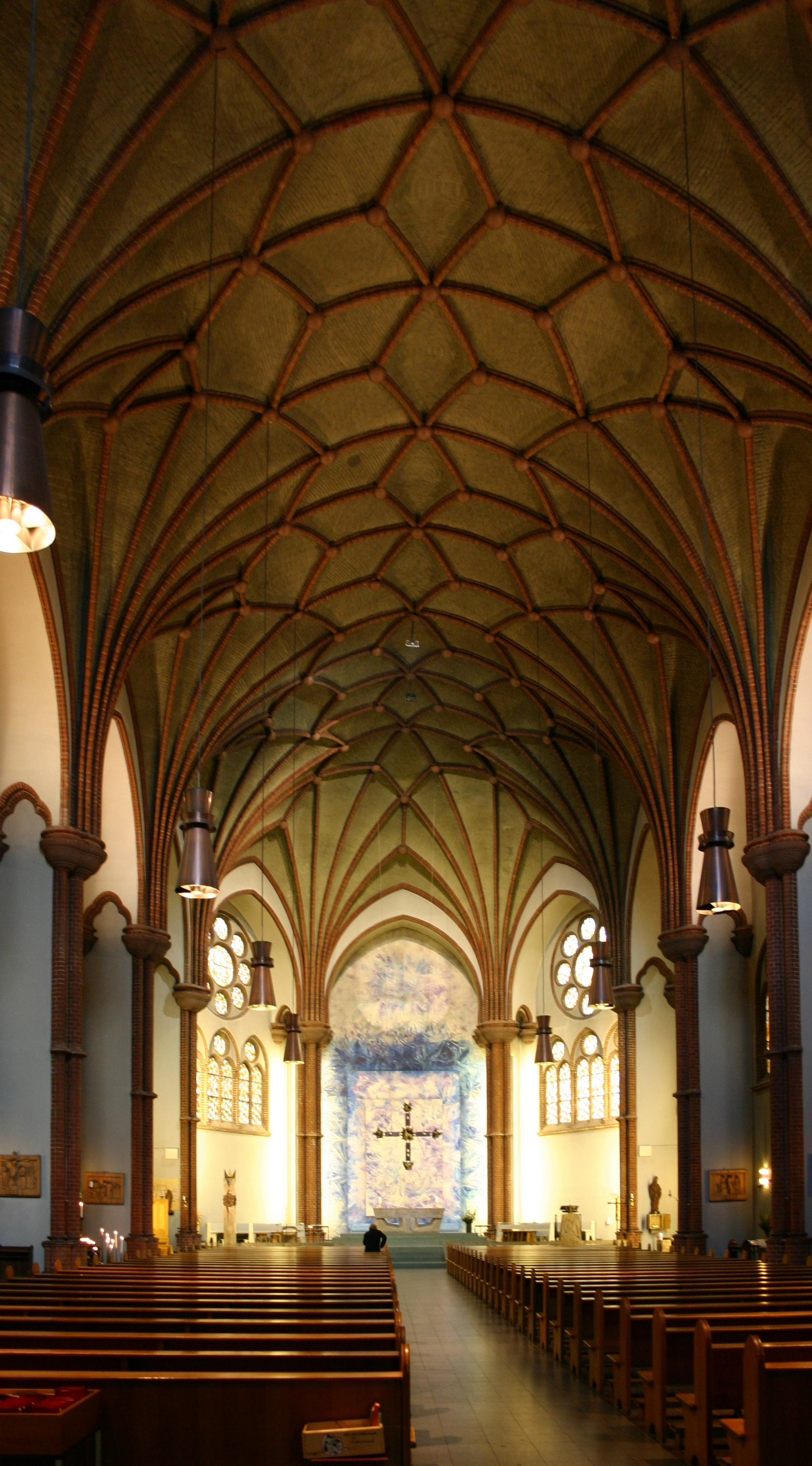
Détail des croisées

## Source
- (de) Cet article est partiellement ou en totalité issu de l’article de Wikipédia en allemand intitulé « St. Bonifatius (Berlin-Kreuzberg) » (voir la liste des auteurs).